# Catonia haitiensis
Catonia haitiensis är en insektsart som beskrevs av Dozier 1931. Catonia haitiensis ingår i släktet Catonia och familjen vedstritar.
Artens utbredningsområde är Haiti. Inga underarter finns listade i Catalogue of Life.